# Lessemzaur
Lessemzaur (Lessemsaurus) – duży dinozaur należący do prozauropodów.
Jego nazwa wywodzi się od nazwiska 'Dino' Donalda Lessema, który ufundował Dinosaur Society i od greckiego słowa sauros, które oznacza jaszczura. Całą nazwę można, więc tłumaczyć jako jaszczura Lessema.

## Wielkość
Lessemzaur miał około 9–10 m długości.

## Występowanie
Lessemzaur występował w okresie późnego triasu – (około 220-210 milionów lat temu) – na obszarze Argentyny.

## Historia odkryć
Szczątki lessemzaura zostały znalezione w 1999 przez argentyńskiego paleontologa Jose Bonaparte w Los Colorados Formation w argentyńskiej prowincji La Rioja.

## Gatunki
- Lessemsaurus sauropoides (Bonaparte, 1999)